# Combined Locks
Combined Locks é uma vila localizada no estado norte-americano de Wisconsin, no Condado de Outagamie.

## Demografia
Segundo o censo norte-americano de 2000, a sua população era de 2422 habitantes.
Em 2006, foi estimada uma população de 3028, um aumento de 606 (25.0%).

## Geografia
De acordo com o United States Census Bureau tem uma área de
4,4 km², dos quais 3,9 km² cobertos por terra e 0,5 km² cobertos por água.

## Localidades na vizinhança
O diagrama seguinte representa as localidades num raio de 12 km ao redor de Combined Locks.